# Dobiesław Doborzyński
Dobiesław Doborzyński (* 29. August 1904 in Niwka bei Sosnowiec, Österreich-Ungarn; † 27. Mai 1942 im KZ Auschwitz) war ein polnischer Physiker.

## Leben
Von 1922 bis 1926 studierte Doborzyński Physik an der Jagiellonen-Universität in Krakau. Dort nahm er nach Abschluss seines Studiums 1926 die Stelle eines Assistenten am Institut für Physik an. Ab 1928 betätigte er sich als Lehrer für Physik. Die Promotion zum Dr. erlangte er im Jahre 1930.
In die Niederlande führte ihn von 1931 bis 1933 ein Stipendium nach Leiden, wo er Forschungsaufgaben absolvierte. Nach der Rückkehr 1934 wurde er als Oberassistent eingestellt, um Arbeiten innerhalb des Seminars für theoretische Physik zu übernehmen. 1939 wurde er im Fach Theoretische Physik habilitiert und zum Privatdozenten ernannt.
Vom SS-Sturmbannführer Bruno Müller wurde er am Montag, dem 6. November 1939, mit über 100 Professoren im Rahmen der Sonderaktion Krakau verhaftet und in das KZ Sachsenhausen deportiert. Dort konnte er in einer Werkstatt, wo er Radios reparierte, englische und französische Nachrichtensendungen abhören. Diese Informationen konnten auch an andere Häftlingsgruppen außerhalb des KZ weitergegeben werden. Am 4. März 1940 wurde er in das KZ Dachau überstellt. Einen Monat später, am 22. April 1940 erfolgte seine Entlassung aus dem KZ nach Krakau. Da er unter der NS-Herrschaft nicht mehr wie andere auch an der Universität arbeiten durfte, verdiente er sich seinen Lebensunterhalt als Lehrer.
Als Vergeltung für Aktionen von Partisanen wurden in Polen Geiseln willkürlich von der Straße oder bei Razzien gefangen genommen. So wurde er am 16. April 1942 bei einer Razzia im Café der Künstler in Krakau verhaftet und ins KZ Auschwitz deportiert. Dort wurde er am 27. Mai 1942 erschossen.

## Schriften
- Über die Dielektrizitätskonstante des flüssigen Broms, in: Zeitschrift für Physik A Hadrons and Nuclei, Volume 66, Numbers 9–10 (1930), S. 657–668
- Measurements on the thermal expansion of Jena thermometer glass 2954III by the method of the vertical comparator, mit W.H. Keesom, in: Physica, 1, Issues 7-12, (1934), S. 1085–1088
- Measurements by the interferometric method on the thermal expansion of Jena glass 2954III down to 4°K, mit W.H. Keesom, in: Physica, 1, Issues 7-12, (1934), S. 1089–1102